# (759) Vinifera
(759) Vinifera – planetoida z grupy pasa głównego asteroid okrążająca Słońce w ciągu 4 lat i 88 dni w średniej odległości 2,62 au. Została odkryta 26 sierpnia 1913 roku w Landessternwarte Heidelberg-Königstuhl w Heidelbergu przez Franza Kaisera. Nazwa pochodzi od Vitis vinifera, łacińskiej nazwy winorośli, źródła utrzymania przodków odkrywcy. Przed nadaniem nazwy planetoida nosiła oznaczenie tymczasowe (759) 1913 SJ.